# یواس‌اس تینزمن (دی‌یی-۵۸۹)
یواس‌اس تینزمن (دی‌یی-۵۸۹) (به انگلیسی: USS Tinsman (DE-589)) یک کشتی بود که طول آن ۳۰۶ فوت (۹۳ متر) بود. این کشتی در سال ۱۹۴۴ ساخته شد.